# 제1군 (일본군)
제1군(第1軍 다이 이치 군[*])은 일본 제국 육군의 군단 중 하나이다. 청일 전쟁, 러일 전쟁과 중일 전쟁 시에 편성되었다.

## 개요
일본 제국 육군 제1군은 처음에는 청일 전쟁 기간인 1894년 9월 1일부터 1895년에 사령관 야마가타 아리토모 장군의 지휘하에 편성되었다. 제1군은 청일 전쟁의 모든 주요 전투에 투입되었으며, 전후인 1895년 5월 28일에 전쟁을 승전하고 성공적인 해체를 했다.
제1군이 다시 부활하게 된 것은 메이지 37년 1904년 2월 5일에 편성되어 전후인 1905년 12월 9일까지 구로키 다메모토 장군의 지휘하에 러일 전쟁에서 사용하기 위해서였다.
중일 전쟁 발발 후 쇼와 12년 1937년 8월 31일에 톈진에 주둔하고 있던 지나 주둔군에서 개편됨과 동시에 신설된 북지나 방면군의 전투 서열에 들어갔다. 주로 화북 방면을 작전 지역으로 담당했으며, 종전 시에는 타이위안에 있었다.

## 인사

### 사령관
| # | 이름                   | 재임 시작        | 재임 완료        |
| - | ---------------------- | ---------------- | ---------------- |
| 1 | 원수 야마가타 아리토모 | 1894년 9월 1일   | 1894년 12월 19일 |
| 2 | 원수 노즈 미치쓰라     | 1894년 12월 19일 | 1895년 5월 28일  |
| X | 해체                   | 1895년 5월 28일  | 1904년 2월 2일   |
| 3 | 원수 구로키 다메모토   | 2월 2일 1904년   | 12월 9일 1905년  |
| X | 해체                   | 1905년 12월 9일  | 1937년 8월 31일  |
| 4 | 중장 기요시 가츠키     | 1937년 8월 26일  | 1938년 5월 30일  |
| 5 | 대장 요시지로 우메즈   | 1938년 5월 30일  | 1939년 9월 7일   |
| 6 | 중장 요시오 시노즈카   | 1939년 9월 7일   | 1941년 6월 20일  |
| 7 | 중장 요시오 이오마츠   | 1941년 6월 20일  | 1942년 8월 1일   |
| 8 | 대장 테이이치 요시모토 | 1942년 8월 1일   | 1944년 11월 22일 |
| 9 | 중장 라이시로 스미다   | 1944년 11월 22일 | 1945년 9월 30일  |

### 참모
| #  | 이름                   | 재임시작         | 재임완료         |
| -- | ---------------------- | ---------------- | ---------------- |
| 1  | 중장 오가와 아타지     | 1894년 9월 1일   | 1895년 5월 28일  |
| X  | 해체                   | 1895년 5월 28일  | 1904년 2월 2일   |
| 2  | 중장 후지이 시게타     | 1904년 2월 2일   | 1905년 12월 9일  |
| X  | 해체                   | 1905년 12월 9일  | 1937년 8월 26일  |
| 3  | 중장 군 하시모토       | 1937년 8월 26일  | 1938년 1월 27일  |
| 4  | 중장 쇼이지로 이이다   | 1938년 1월 27일  | 1938년 11월 9일  |
| 5  | 소장세니치 구스야마    | 1938년 11월 9일  | 1940년 3월 9일   |
| 6  | 중장 류키치 다나카     | 1940년 3월 9일   | 1940년 12월 2일  |
| 7  | 중장 히데요시 구스야마 | 1940년 12월 2일  | 1941년 12월 1일  |
| 8  | 소장타다시 하나야      | 1941년 12월 1일  | 1943년 10월 23일 |
| 9  | 중장 이치마로 호리케   | 1943년 10월 23일 | 1944년 12월 16일 |
| 10 | 중장 미치타케 야마오카 | 1944년 12월 16일 | 1945년 9월       |

## 전투 서열
청일 전쟁
- 제3사단
  - 보병 제5여단
  - 보병 제6여단
- 제5사단
  - 보병 제9여단
  - 보병 제10여단

러일 전쟁
- 근위사단: 아사다 노부오키 중장
  - 근위 보병 제1여단: 기무라 아리쓰네 소장
  - 근위 보병 제2여단: 와타베 쇼 소장, 타니야마 다카히데 소장
- 제2사단: 니시지마 스케요시 중장
  - 보병 제3여단: 이시바시 겐조 소장
  - 보병 제15여단: 오바라 요시지로 소장
- 제12시단: 이노우에 히카루 중장
  - 보병 제12여단: 시마무라 다테오 소장
  - 보병 제23여단: 이마무라 노부타카 소장
- 근위 후비 혼성여단: 우메자와 미치하루 소장
- 후비 보병 제5여단: 아이하라 쓰네오 소장
- 후비 보병 제13여단: 가와노 쓰코 대령

중일 전쟁
- 제114사단
- 독립 혼성 제3여단
- 독립 보병 제10여단
- 독립 보병 제14여단
- 제5독립경비대
- 포병, 운송, 통신부대
  - 독립 산포병 제24대대
  - 자동차 제27연대: 소마 노부쓰구 대좌
  - 독립 치중병 제1연대: 쓰구다 노보루 대좌
  - 전신 제9연대: 스기노 슌자부로 대좌
- 병참병원
  - 제162병참병원: 미우라 다이사부로 군의대좌 - 린펀
  - 제163병참병원: 오카모토 야소이치 군의대좌 - 린펀
  - 제164병참병원 - 윈청
  - 제194병참병원 - 샹위안
  - 제195병참병원: 엔도 요시오 군의대좌 - 양취안
  - 제196병참병원

## 참고 자료
- Jowett, Bernard (1999). 《The Japanese Army 1931-45 (Volume 2, 1942-45)》 (영어) 2판. Osprey Publishing. ISBN 1-84176-354-3.
- Madej, Victor (1981). 《Japanese Armed Forces Order of Battle, 1937-1945》 (영어). Game Publishing Company. ASIN: B000L4CYWW.
- Marston, Daniel (2005). 《The Pacific War Companion: From Pearl Harbor to Hiroshima》 (영어). Osprey Publishing. ISBN 1-84176-882-0.